# Deutsche Rentenversicherung Rheinland-Pfalz
Die Deutsche Rentenversicherung Rheinland-Pfalz ist Regionalträger der deutschen gesetzlichen Rentenversicherung in Rheinland-Pfalz. Sie ist außerdem Verbindungsstelle zur französischen, luxemburgischen und albanischen Rentenversicherung. Hauptsitz ist Speyer, einen weiteren Verwaltungssitz gibt es in Andernach. Sie ist eine Körperschaft des öffentlichen Rechts mit Selbstverwaltung und damit rechtlich selbständig. Selbstverwaltungsorgane sind Vertreterversammlung und Vorstand, die sich jeweils paritätisch aus ehrenamtlichen Vertretern der Versicherten und der Arbeitgeber zusammensetzen. Hauptamtlich wird die Deutsche Rentenversicherung Rheinland-Pfalz von einem Geschäftsführer geleitet. Die Rechtsaufsicht führt das rheinland-pfälzische Ministerium für Arbeit, Soziales, Transformation und Digitalisierung Rheinland-Pfalz.

## Aufgaben und Leistungen

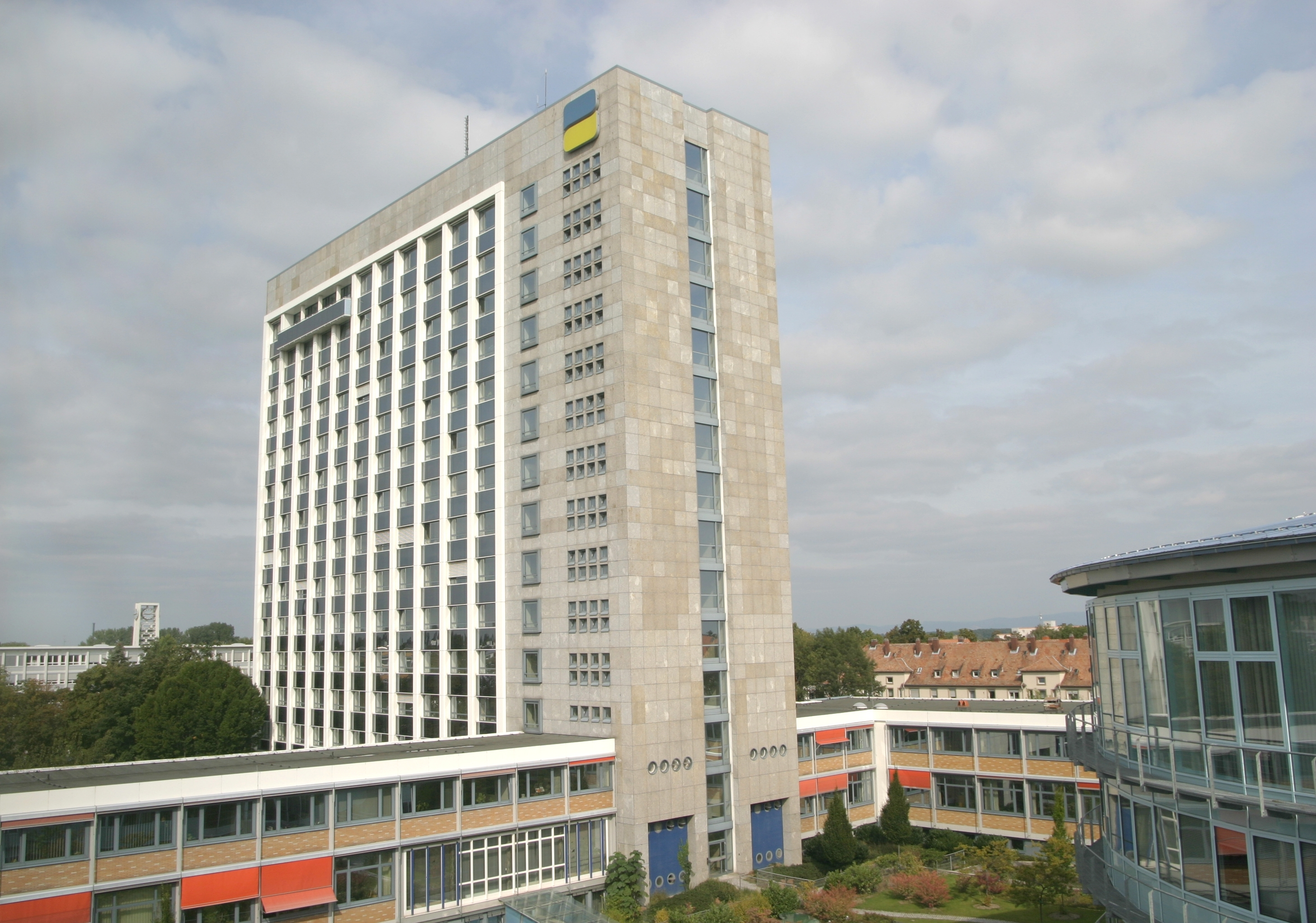
Das Hochhaus der Deutschen Rentenversicherung Rheinland-Pfalz.

### Aufgaben
Als Rentenversicherungsträger hat die Deutsche Rentenversicherung Rheinland-Pfalz die Aufgabe, die im System der gesetzlichen Rentenversicherung abgesicherten Risiken Erwerbsminderung, Alter und Tod durch Geld- und Sachleistungen aufzufangen. Anspruchsberechtigt sind die Versicherten, ihre Angehörigen und Hinterbliebenen. Die wichtigsten Leistungen sind Renten verschiedenen Typs und die Rehabilitation, die die Erwerbsfähigkeit mittels medizinischer Leistungen oder Teilhabeleistungen erhalten oder wiederherstellen soll. Darüber hinaus beteiligt sich die Rentenversicherung finanziell an den Aufwendungen der Krankenversicherung ihrer Rentner. Allen weiteren Leistungen wie Beitragserstattungen oder Abfindungen von Witwen- oder Witwerrenten kommt eine untergeordnete Bedeutung zu. Auskunft und Beratung bilden einen weiteren Arbeitsschwerpunkt. Die Rentenversicherung finanziert sich im Umlageverfahren. Die Finanzierung speist sich aus zwei Quellen, den Beitragszahlungen und den Bundeszuschüssen. Der Betriebsprüfdienst überwacht sowohl die Beitragszahlungen der Arbeitgeber als auch die von den Krankenkassen eingezogenen Rentenversicherungsbeiträge. Ihren Personalbedarf deckt die Deutsche Rentenversicherung Rheinland-Pfalz wesentlich mittels der im Haus angebotenen Ausbildungsplätze und Studienplätze. Das Studium findet an der Hochschule für öffentliche Verwaltung Rheinland-Pfalz in Mayen statt.
Die frühere Landesversicherungsanstalt Rheinland-Pfalz (LVA) war bis zur Organisationsreform in der Rentenversicherung 2005 für die Betreuung der Arbeiter in ihrem Einzugsgebiet zuständig, die Angestellten betreute die Bundesversicherungsanstalt für Angestellte in Berlin. Mit der Reform wurde diese Unterscheidung aufgehoben. Für alle nach der Reform neu Versicherten gilt, dass 55 % zu ihrem jeweiligen Regionalträger zugeordnet werden, 40 % zur Deutschen Rentenversicherung Bund und fünf Prozent zur Deutschen Rentenversicherung Knappschaft-Bahn-See. Vor der Reform waren der Bundesversicherungsanstalt für Angestellte bei steigender Tendenz rund die Hälfte der Versicherten zugeordnet. Mittelfristig werden als Ausgleichsmaßnahme daher fünf Prozent der Versicherten einen neuen Träger erhalten.

### Leistungen
Die Leistungen beruhen auf den Regelungen zur Gesetzlichen Rentenversicherung im SGB VI, der zuständige Rentenversicherungsträger administriert sie jeweils. Die Renten stellen dabei die Hauptaufgabe dar und können in drei Typen untergliedert werden:
1. Altersrenten
2. Renten wegen Todes
3. Renten wegen verminderter Erwerbsfähigkeit

Weitere Leistungen werden im Rahmen von medizinischen Rehabilitationsmaßnahmen erbracht, die zur Erhaltung oder Wiederherstellung der Erwerbsfähigkeit zielen und durch Leistungen zur Prävention ergänzt werden. Teilhabeleistungen umfassen verschiedene Maßnahmen zur Sicherung eines bestehenden Arbeitsplatzes, der Unterstützung bei der Qualifikation oder Suche nach einem neuen Arbeitsverhältnis.

### Verbindungsstelle
Die Deutsche Rentenversicherung Rheinland-Pfalz hat seit dem Abschluss des bilateralen Sozialversicherungsabkommens mit Frankreich und der Verabschiedung der multilateralen EWG-Verordnungen über die Soziale Sicherheit der Wanderarbeitnehmer auch für Luxemburg die Funktion einer Verbindungsstelle zu den jeweiligen nationalen Rentenversicherungsträgern inne. Mit der fortschreitenden Integration der Europäischen Union ist das deutsch-französische Abkommen von europäischen Sozialrecht überlagert worden, aber weiterhin gültig. Die Verordnungen beruhen auf dem Distributions- bzw. Leistungsexportprinzip, die Rentenleistungen werden also von den Vertragsstaaten nach den nationalen Rechtsvorschriften gewährt. Versicherungszeiten im jeweils anderen Staat werden berücksichtigt.

## Rechtsgrundlagen und Organisation

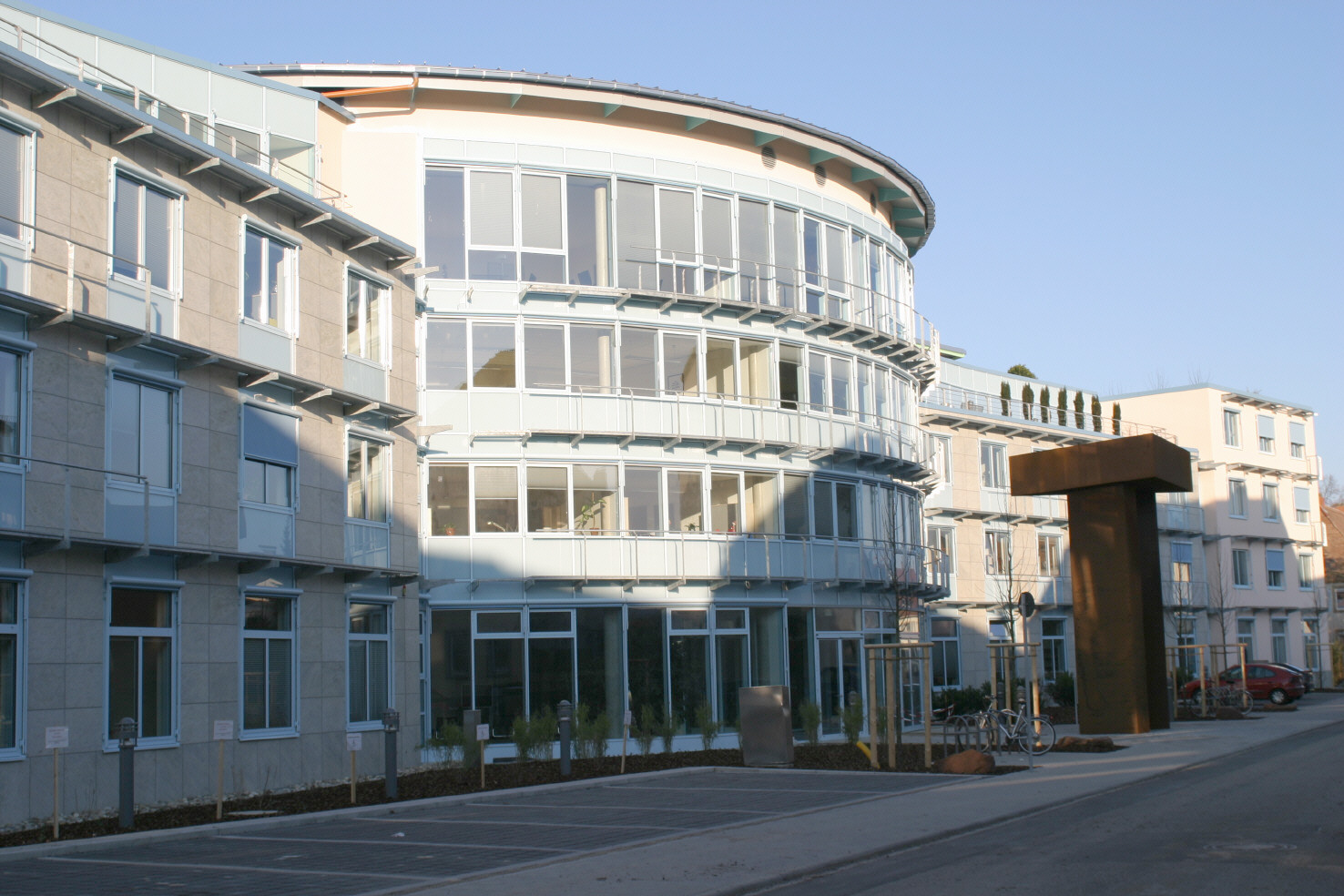
Hauptverwaltung der Deutschen Rentenversicherung Rheinland-Pfalz

Die Deutsche Rentenversicherung Rheinland-Pfalz zählt zur mittelbaren Staatsverwaltung, über die vom zuständigen Ministerium eine Rechts-, aber keine Fachaufsicht ausgeübt wird. Selbstverwaltung bezeichnet die „[…] eigenverantwortliche[…] Beteiligung der Betroffenen an der Regelung öffentlicher Angelegenheiten […]“ Sie verwirklicht sich durch das Satzungsrecht, einen eigenen, vom allgemeinen Staatshaushalt getrennten Etat und die Organisations- und Personalhoheit. Versicherte und Arbeitgeber bilden die aus den Sozialwahlen hervorgehenden Selbstverwaltungsorgane Vertreterversammlung und Vorstand. Zur Selbstverwaltung gehören auch die Versichertenältesten. Das Verhältnis der ehrenamtlichen, paritätisch von Versicherten und Arbeitgebern besetzten Organe zueinander bestimmen das Gesetz und die Satzung. Die Befugnisse der Selbstverwaltung umfassen im Wesentlichen generelle Entscheidungen über Investitionen, zur Organisation und zu Personalfragen. Das Beitrags- und Leistungsrecht ist zwar weitgehend bundesgesetzlich geregelt, bietet aber in der Rehabilitation noch Gestaltungsmöglichkeiten für die Selbstverwaltung. Im Bereich Haushalt und Finanzen sind ihre Befugnisse durch gesetzliche Vorgaben und staatliche Genehmigungsvorbehalte eingeschränkt.

## Standorte und Beratungsstellen
Speyer ist der Sitz der Hauptverwaltung und mit rund 1221 Beschäftigten der größte Standort der Deutschen Rentenversicherung Rheinland-Pfalz. In Speyer-West gelegen, konzentrieren sich die Verwaltungsgebäude rund um das stadtbildprägende Hochhaus der Deutschen Rentenversicherung Rheinland-Pfalz.
Die Zweigstelle in Andernach gehört seit 1946 zur damaligen LVA und sitzt seit 1958 in heutigen Verwaltungsgebäude. Von ihren 192 Beschäftigten werden insbesondere die Versicherten und Rentner im nördlichen Landesteil betreut. Neben den beiden großen Standorten betreibt die Deutsche Rentenversicherung Rheinland-Pfalz in Bad Kreuznach, Kaiserslautern, Koblenz, Mainz und Trier Auskunfts- und Beratungsstellen. Bei ihnen sind teilweise auch die Servicestellen für Rehabilitation und Reha-Fachberatung angesiedelt, manche Auskunfts- und Beratungsstellen sind der Sitz von Gutachterstellen oder den regionalen Büros des Betriebsprüfungsdienstes.

## Rehabilitationskliniken
Die Deutsche Rentenversicherung Rheinland-Pfalz unterhält vier eigene Rehabilitationskliniken, die jeweils auf verschiedene Indikationsbereiche spezialisiert sind. Die Mittelrhein-Klinik in Bad Salzig ist eine Fachklinik für psychosomatische und onkologische Rehabilitation. In der Drei-Burgen-Klinik in Bad Münster werden vornehmlich Herz- und Kreislaufkrankheiten und orthopädische Krankheiten behandelt, während die Edelsteinklinik in Bruchweiler auf die Kinder- und Jugendrehabilitation ausgerichtet ist und man sich in der Fachklinik Eußerthal beim Ort Eußerthal auf die Rehabilitation Abhängigkeitskranker konzentriert.

## Geschichte

### 1890 bis 1918
Vor dem Inkrafttreten des Invaliditäts- und Altersversicherungsgesetzes zum 1. Januar 1891 waren im gesamten Gebiet des Deutschen Kaiserreiches Landesversicherungsanstalten zu gründen. 1890 veranlasste daher Prinzregent Luitpold von Bayern die Errichtung der „Versicherungsanstalt für die Pfalz“ in Speyer, dem Regierungssitz der Pfalz (Bayern). Von Beginn an bestand die Selbstverwaltung. Neben dem Vorstand konstituierte sich im Dezember 1890 ein Ausschuss mit Legislativ- und Kontrollaufgaben. Das gilt als Gründungsdatum der Versicherungsanstalt. In der nach dem Prinzip der Offizialverwaltung organisierten Versicherungsanstalt nahmen zum 1. Januar 1891 zwei Beamte ihre Arbeit auf. Die Versicherung war zu Beginn für Arbeiter und gering verdienende Angestellte zuständig und zahlte in diesem Jahr 1280 Renten aus.
Weil die kurz darauf sechs Beschäftigten unter der räumlichen Enge litten und die Akten nicht feuerfest aufbewahrt werden konnten, wurden zwei Grundstücke am Dom aufgekauft und nach den Plänen des Architekten Franz Schöberl bis 1903 ein repräsentativer Verwaltungsbau, das heutige Stadthaus (Speyer), errichtet. Die Reichsversicherungsordnung führte 1912 die Hinterbliebenenfürsorge als dritte Säule neben den Alters- und Invalidenrenten ein. Es erfolgte eine Umbenennung in Landesversicherungsanstalt für die Pfalz. Zur Hebung des Gesundheitszustandes der Bevölkerung wurden Heilverfahren und der Bau von Arbeiterwohnungen gefördert sowie Auskunfts- und Fürsorgestellen unterstützt. Bis zum Ausbruch des Ersten Weltkriegs waren die Rentenversicherungen finanziell besser ausgestattet als die Krankenversicherungen und finanzierten deshalb den größten Teil der Maßnahmen zur Gesundheitsfürsorge. Der Erste Weltkrieg führte durch die Einberufungen zu Personalmangel, gleichzeitig mussten im Bereich der Kriegswohlfahrtspflege neue Aufgaben wie die Beteiligung an Kriegsanleihen wahrgenommen werden. Die wirtschaftliche Lage der LVA verschlechterte sich aufgrund eines Rückgang der Beitragszahlungen, unter dem die Rentenzahlung litt.

### 1918 bis 1933

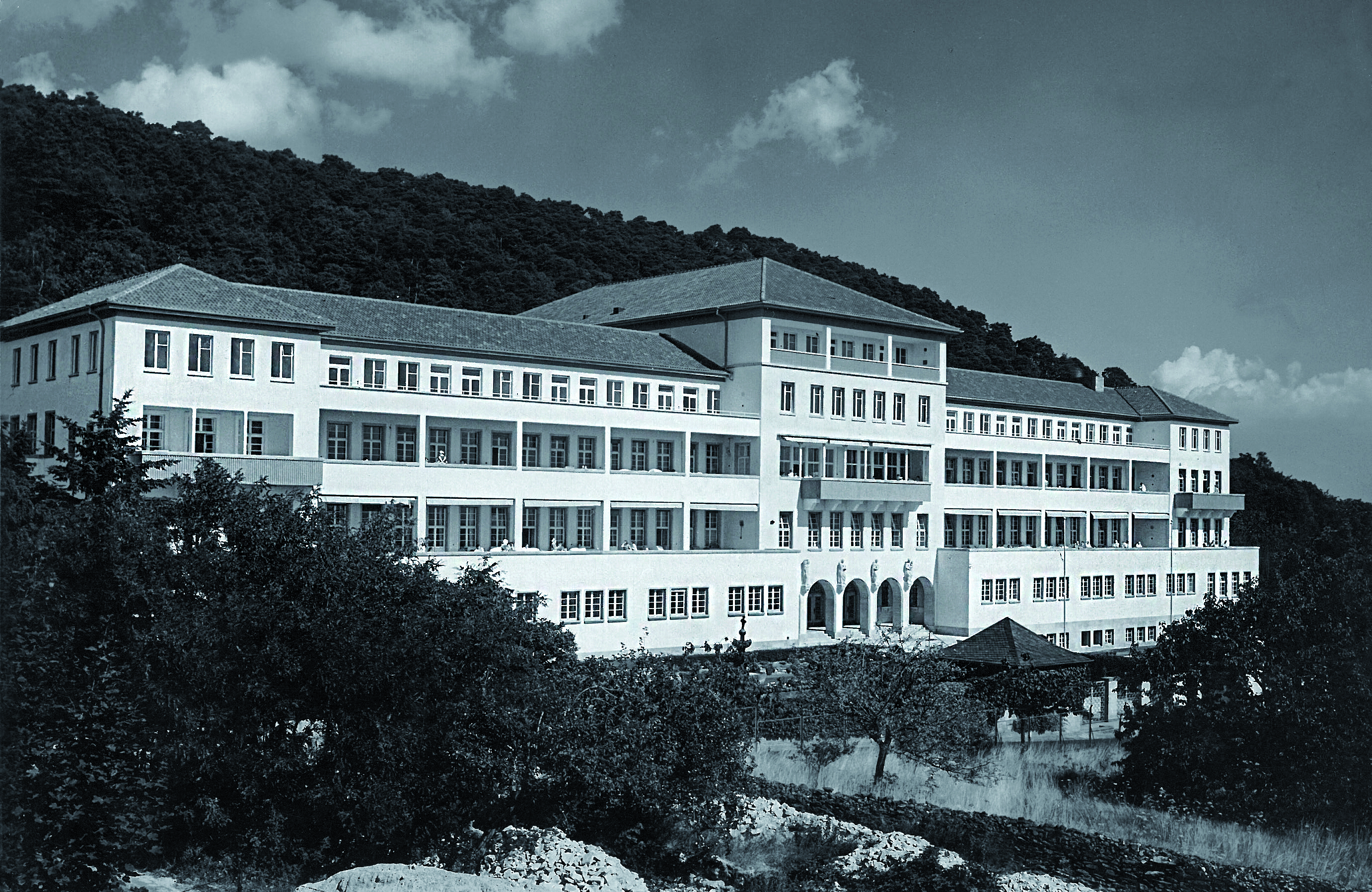
Das Sanatorium Sonnenwende bei Bad Dürkheim. Aufnahme aus den 1960er Jahren von A.Pfau Mannheim-Feudenheim.

Nach Kriegsende war das Hauptgebäude der Versicherungsanstalt bis 1930 durch die französische Besatzung beschlagnahmt. Den 60 Beamten stand allein das Nebengebäude zur Verfügung. 1919 war die Landesversicherungsanstalt Pfalz Gründungsmitglied des Verbandes deutscher Landesversicherungsanstalten. Mit der Gründung der LVA Saargebiet 1922 wurden kleinere territoriale Veränderungen zu deren Gunsten vorgenommen. Dem sozialpolitischen Trend folgend, erweiterte die Versicherung ihre Leistungen. Die Rente bot nun eine Grundsicherung, die Heilfürsorge wurde ausgebaut, das Sanatorium Ramberg wurde umfassend erweitert und neue Kliniken wurden gekauft. Die markanteste, gekaufte Klinik war das 1929/1930 gebaute Sanatorium Sonnenwende bei Bad Dürkheim. Bis zu 300 Behandlungsplätze standen zur Verfügung. 1972 wechselte es den Eigentümer.
Durch die Massenarbeitslosigkeit während der Weltwirtschaftskrise gingen den Sozialversicherungen Einnahmen verloren während eine immer größere Zahl von Menschen von ihren Zahlungen abhängig war. Seit dem Jahr 1930 amtierten die Präsidialkabinette, deren Sozialpolitik von einer Gegnerschaft zum bisherigen Sozialstaat gekennzeichnet war. Notverordnungen befahlen zur Stabilisierung der Rentenversicherung deutliche Leistungskürzungen, die zunächst die Invalidenrenten betrafen und 1932 dann zur Senkung sämtlicher Renten führten. Gleichzeitig wurde das Versicherungswesen gezielt autoritär umgewandelt. So wurden beispielsweise die Selbstverwaltungsbefugnisse der Versicherungsanstalten schrittweise von der mächtiger werdenden Ministerialbürokratie beschnitten.

### 1933 bis 1945

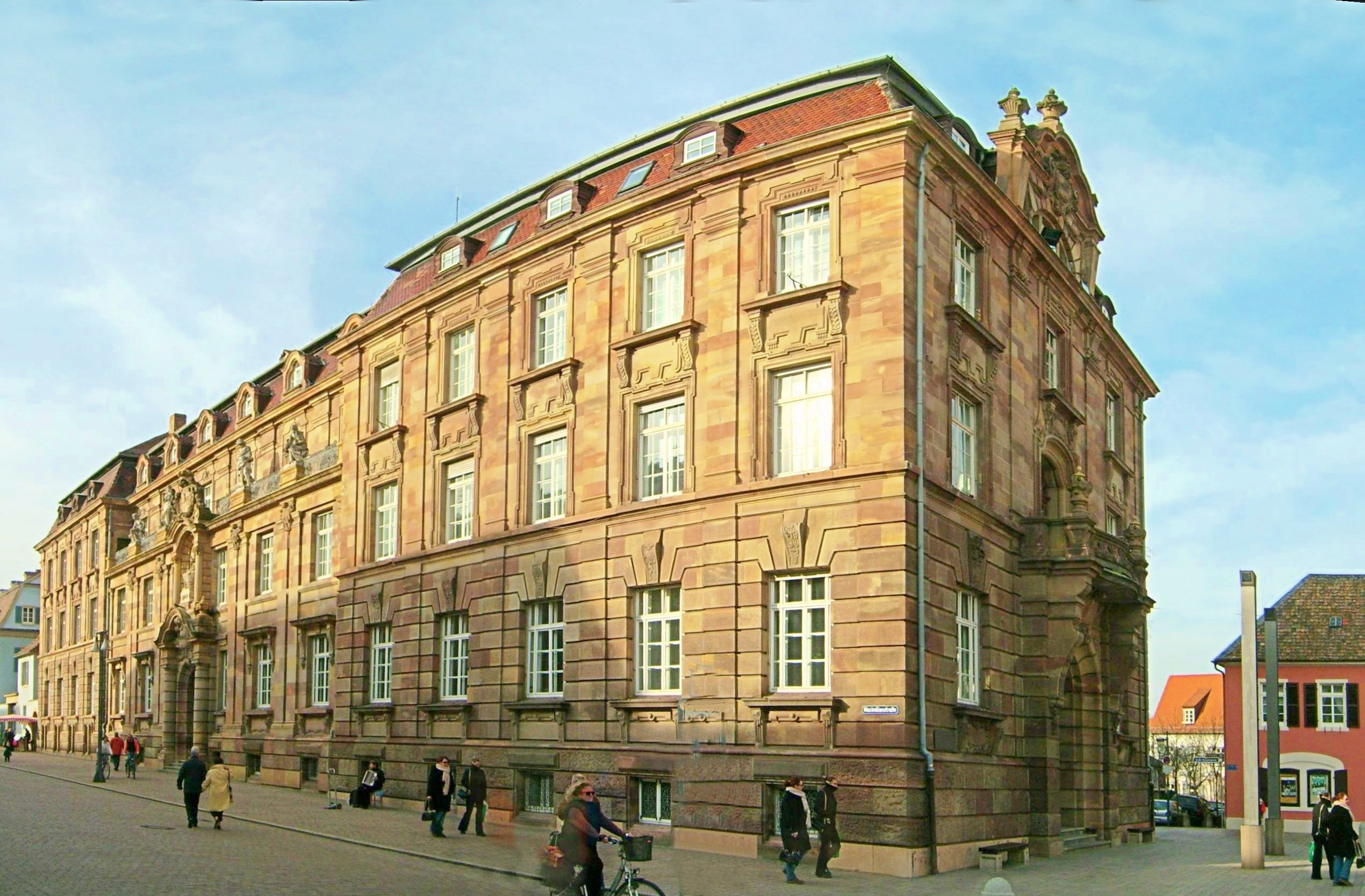
Das Stadthaus (Speyer) war von 1903 bis 1960 Hauptsitz der Landesversicherungsanstalt Rheinland-Pfalz.

Nach der Machtergreifung durch die Nationalsozialisten kam es zur Verfolgung der politischen Gegner. Der genaue Ablauf dieser Vorgänge in der LVA Pfalz ist bislang nicht genau erforscht. Es gab politisch motivierte Versetzungen leitender Beamter, die Parteimitglieder des Zentrums oder der Bayerischen Volkspartei waren. Die Selbstverwaltung wurde durch das Führerprinzip ersetzt. Die Geschäftsführung oblag nun einem Leiter mit ausschließlicher Entscheidungsbefugnis, die Selbstverwaltungsorgane wurden aufgelöst und durch einen Beirat ersetzt. Erster Leiter wurde Ludwig Battenberg, dessen Karriere nach einer Reihe schwerer Konflikte sowohl innerhalb der Landesversicherungsanstalt als auch mit anderen Behörden durch den Gauleiter Josef Bürckel beendet wurde. Unter Battenberg wurde das Waldhaus Edenkoben 1937 als Übungslager eingerichtet. Ihm folgte der Arzt und Verwaltungsbeamte Max Obé, der in seiner ärztlichen Tätigkeit für Zwangssterilisationen und Euthanisiemorde mit verantwortlich gemacht wurde. Der Landesversicherungsanstalt wurden nun die Gemeinschaftsaufgaben der Krankenversicherung zugeteilt. 1936 wurde der Vertrauensärztliche Dienst zentralisiert, von den Krankenkassen an die Rentenversicherungsträger übertragen und fortan zur „medizinischen Totalüberwachung der Arbeitnehmer“ eingesetzt. Im selben Jahr wurde § 615a in die Reichsversicherungsordnung eingeführt. Er bestimmte, dass die Rentenzahlungen an alle Juden und verurteilten Staatsfeinde auszusetzen waren. Die Aberkennung der deutschen Staatsbürgerschaft für im Ausland lebende deutsche Juden 1941 brachte den Versicherungsträgern durch Einsparungen hohe Gewinne. Diese gezielte Entrechtung und Beraubung der aus rassistischen und politischen Motiven verfolgten Personengruppen wurde auch von den nationalsozialistischen Landesversicherungsanstalten getragen und war Teil der rassistischen Sozialpolitik zu Gunsten der „Volksgemeinschaft“.
Während des Zweiten Weltkriegs wurde 1940 das Hauptgebäude durch einen Bombentreffer schwer beschädigt und wieder aufgebaut. Nach der Eroberung Frankreichs wurden die Landesversicherungsanstalten für die Pfalz und die für das Saarland 1941 zur LVA Saarpfalz zusammengelegt mit Dienstsitz in Saarbrücken, die Versicherung wurde in LVA Westmark umbenannt mit Ausdehnung der Zuständigkeit auf Lothringen. Die LVA Westmark war somit bis zur Befreiung Nordfrankreichs Teil der deutschen Besatzungsverwaltung in Frankreich. Die Hauptverwaltung wurde 1944 nach Speyer zurückverlegt. Mit dem Vorrücken der alliierten Truppen wurde Ende 1944 der Dienstbetrieb eingestellt.

### Nachkriegszeit
In der Nachkriegszeit wurde die Verwaltungstätigkeit notdürftig wieder aufgenommen. Die französische Besatzungsverwaltung ordnete die Wiederaufnahme des Dienstes in der Sozialversicherung zum 18. Juni 1945 an und setzte Eduard Beck als ersten Leiter ein. Die Arbeitsbedingungen für die 320 Beschäftigten waren schwierig, da das Hauptgebäude zehn Jahre lang beschlagnahmt war und kaum Arbeitsmaterialien und wenig erfahrene Fachleute zur Verfügung standen. In Folge des Krieges erhielt die Landesversicherungsanstalt vorübergehend die Aufgaben der vom Berliner Magistrat stillgelegten Reichsversicherungsanstalt für Angestellte, des Gemeindeunfallversicherungsverbandes und die Kriegsbeschädigtenversorgung zugeteilt.
Die geographische Zuständigkeit änderte sich deutlich. Im Juli 1945 wurden die linksrheinischen Gebiete (territorial der spätere Regierungsbezirk Rheinhessen)  der LVA Hessen der LVA Westmark zugeschlagen, im Juni 1946 die Zweigstelle in Andernach von der LVA Rheinprovinz übernommen. Im August 1945 erfolgte die Auflösung der Landesversicherungsanstalt Westmark, Rechtsnachfolger wurden die LVA Pfalz-Hessen und die LVA für das Saargebiet. Kurz darauf erfolgte eine Umbenennung in LVA Hessen-Pfalz. Im April 1946 wurde die Zuständigkeit der LVA Hessen-Pfalz auf die Regierungsbezirke Koblenz, Trier und Montabaur ausgedehnt. Mit dieser Vervierfachung deckte sie nun das Territorium des späteren Bundeslandes Rheinland-Pfalz ab.

### Seit 1947
Nach der Gründung des Landes Rheinland-Pfalz 1947 erfolgte am 21. Juli die Umbenennung in LVA Rheinland-Pfalz. Der neu eingeführte Betriebsrat wurde 1958 durch einen Personalrat abgelöst. 1948 wurde die Selbstverwaltung wiederhergestellt. In allen größeren Städten wurden Kontrollstellen eingerichtet, die heutigen Beratungsstellen. Im Zuge der Währungsreform verlor die LVA ihr bisheriges Vermögen in Höhe von 90 Mio. Reichsmark und erhielt dafür eine Grundausstattung von 8 Mio. DM. Die Rentenversicherungsträger beteiligten sich an der Wiedergutmachung nationalsozialistischen Unrechts in der Rentenversicherung. 1949 wurde zur Eindämmung der Tuberkulose die Arbeitsgemeinschaft zur Bekämpfung der Tuberkulose in Rheinland-Pfalz geschaffen. Nach dem Abschluss des deutsch-französischen Abkommens über die Soziale Sicherung wies man der Landesversicherungsanstalt 1952 die Funktion einer Verbindungsstelle für Frankreich, nach dem Inkrafttreten der EWG-Verordnungen 1959 zusätzlich auch die Funktion einer EWG-Verbindungsstelle für Luxemburg zu. 1953 übernahm die neugegründete Bundesversicherungsanstalt für Angestellte ihre bis dato treuhänderisch von den Landesversicherungsanstalten wahrgenommenen Aufgaben.
Es folgten Neubaumaßnahmen in Andernach und Speyer, da die Mitarbeiterzahl inzwischen auf über eintausend Beschäftigte angewachsen war. Im darauffolgenden Jahrzehnt wurde die Elektronische Datenverarbeitung eingeführt.
Nach der Deutschen Wiedervereinigung beteiligte sich die Landesversicherungsanstalt Rheinland-Pfalz zusammen mit den Landesversicherungsanstalten Hessen, Unterfranken und Saarland am Aufbau der LVA Thüringen. Eine Zäsur stellte die Rentenreform 2002 durch die Einführung der kapitalgedeckten Riester-Rente dar. Seit der Organisationsreform vom 1. Oktober 2005 treten alle Träger der gesetzlichen Rentenversicherung unter dem gemeinsamen Namen „Deutsche Rentenversicherung“ auf. Aus der LVA Rheinland-Pfalz wurde die Deutsche Rentenversicherung Rheinland-Pfalz.

## Geschäftsführer seit 1890
- 1890–1893: Max Pfeiffer
- 1893–1894: Friedrich Gresbeck
- 1894–1895: Karl Camerer
- 1895–1896: Wilhelm Landgraf
- 1896–1900: Karl von Besnard
- 1900–1922: Philipp August Kremer
- 1922–1931: Jakob Miesel
- 1931–1933: Emil Loeb
- 1933–1936: Richard Hoenig
- 1936–1939: Ludwig Battenberg
- 1940–1945: Max Obé
- 1945–1948: Eduard Beck
- 1948–1960: Hermann Langlotz
- 1960–1967: Josef Bernhard Meurer
- 1967–1979: Hans-Joachim Konther
- 1980–1988: Otto Rembor
- 1988–1999: Reinhard Meyer
- 1999–2015: Hartmut Hüfken
- 2015–2020: Saskia Wollny
- 2020–2023: Matthias Förster
- seit 2023: Bettina Rademacher-Bensing